# Mad Season
Mad Season war ein Projekt der Musiker Mike McCready (Gitarre, Pearl Jam), Layne Staley (Gesang, Alice in Chains), Barrett Martin (Schlagzeug, Screaming Trees) und John „Baker“ Saunders (Bass, The Walkabouts).

## Bandgeschichte
Mad Season entstanden am 16. Oktober 1994 aus einer Jam-Session im Seattler Crocodile-Café und nahmen nur ein Album, Above, auf. Auf diesem Album ist als Gast auch Mark Lanegan, damals Sänger der Screaming Trees und später auch Gastsänger der Queens of the Stone Age, zu hören. Er steuerte Gesangteile zu den Songs I'm Above und Long Gone Day bei. Ihr erster Bandname war The Gacy Bunch.
John „Baker“ Saunders starb im Jahr 1999 an einer Überdosis Heroin.
Layne Staley starb im Jahr 2002 an einer Überdosis Heroin und Kokain (bekannt als Speedball).

## Diskografie

### Alben
- 1995: Above (Columbia Records)

### Singles und EPs
- 1995: River of Deceit (Columbia Records)
- 1995: I Don’t Know Anything (Columbia Records)
- 1995: Long Gone Day (feat. Mark Lanegan) (Columbia Records)

### Videos
- 1995: Live at the Moore (Columbia Records)

### Kompilations-Beiträge
- 1995: I Don’t Wanna Be a Soldier auf Working Class Hero: A Tribute to John Lennon (Hollywood Records)
- 1996: River of Deceit (Live) auf Bite Back: Live at the Crocodile Cafe (PopLlama Records)